# جو أوليفر (لاعب كرة قاعدة)
جو أوليفر (بالإنجليزية: Joe Oliver) هو لاعب كرة قاعدة أمريكي، ولد في 24 يوليو 1965 في ممفيس في الولايات المتحدة.

## وصلات خارجية
- جو أوليفر على موقعبيزبول رفرنس.كوم (الدوري الرئيسي) (الإنجليزية)
- جو أوليفر على موقعبيزبول رفرنس.كوم (الدوري الثانوي) (الإنجليزية)
- جو أوليفر على موقع مشجعي الرسوم البيانية (الإنجليزية)